# 유럽 고속도로 232호선
유럽 고속도로 232호선(European route E232)은 네덜란드 내부를 관통하고 있는 B-클래스급 간선도로로, 아메르스포르트에서 출발하여 하텀과 메펄, 호헤베인을 거쳐 흐로닝언까지 연결되는 총 연장 172km에 이른다. 기점인 아메르스포르트에서는 A1 고속도로와 A28 고속도로가 각각 접촉한다.

## 주요 연결도로
E232호선의 총 연장이 약 180km로, 유럽 고속도로 22, 30호선과의 연결선으로 이어준다. 그래서 이 고속도로가 남북으로 종단하고 있으며 일부 구간은 중복 구간으로 공유하게 되며, 접촉하는 경로는 다음과 같다.
- 호벨라켄 : 유럽 고속도로 30호선, 유럽 고속도로 231호선
- 하르데르베이크 : N94
- 핫테머브룩 : N93
- 즈볼러커스펠 : N90 (Z)
- 란코르스트 : N90 (N)
- 호헤베인 : 유럽 고속도로 233호선, RW48
- 아선-자위트 : RW33
- 쥐드라렌 : RW34
- 줄리아플레인 : 유럽 고속도로 22호선

전 구간에 걸쳐 고속도로로 건설되어 있는 상태이다. 다만, 1980년대 이전에 번호 체계가 뜯어고치기 전에는 해당 경로의 일부는 E35에 속하고 있다.